# Urdax
Urdax in castigliano e Urdazubi in basco è un comune spagnolo di 388 abitanti situato nella comunità autonoma della Navarra.
Urdazubi è il primo comune attraversato dal fiume Nivelle.